# Reich & sexy
Reich & sexy ist das erste Best-of-Album der Musikgruppe Die Toten Hosen. Es erschien erstmals am 2. November Jahr 1993 bei Virgin Records, nachdem die Band seit 1983 bereits acht Studioalben und ein Livealbum veröffentlicht hatte.

## Cover
Auf dem Coverfoto, aufgenommen von GABO, posiert die Band unbekleidet auf einem Leopardenfell, umgeben von dreizehn nackten Frauen. Vor ihnen liegen die goldenen Schallplatten, die sie bisher erhalten haben. Campino hat eine dicke Zigarre im Mund und reibt einen Stapel Geldscheine zwischen den beringten Fingern. Vor ihm steht eine Flasche Champagner und dazu ein halb leer getrunkenes Glas. Die Dame in der Mitte hält eine Plattenhülle mit dem Foto Jimi Hendrix’ in Händen, ein Hinweis darauf, dass diese Art sich darzustellen dem Cover des Doppelalbums Electric Ladyland von Jimi Hendrix nachempfunden ist. Drei weitere Frauen auf dem Cover halten jeweils eine Platte der Toten Hosen in den Händen, hierbei handelt es sich um das Debüt Opel-Gang, die Liveplatte Bis zum bitteren Ende sowie das damals aktuelle Studioalbum Kauf MICH!.
Weiterhin gibt es einen versteckten Gruß an eine Frankfurter Plattenfirma, symbolisch durch fünf kleine bunte Mensch-ärgere-dich-nicht-Figuren + -Würfel ausgedrückt. In dem daneben abgedruckten Ablehnungsschreiben dieser Firma vom Juni 1984 ist unter anderem zu lesen:

„Leider sind wir zu dem Ergebnis gekommen, dass wir bei uns im Haus kein ausreichendes Interesse für die Gruppe finden können… Der Grund hierfür ist in erster Linie in der Musik der Gruppe zu suchen. Unserer Meinung nach sind die musikalischen Zukunftsmöglichkeiten der Gruppe aus verschiedenen Gründen limitiert, so dass wir glauben aus den genannten Gründen keine langfristige Investition rechtfertigen zu können.“

## Titelliste
1. Hier kommt Alex – 4:30
2. Alles wird gut – 3:37
3. Alles aus Liebe – 4:32
4. Azzuro – 2:34
5. Halbstark – 2:33
6. Wünsch Dir was – 4:15
7. Carnival in Rio (Punk Was) – 3:07
8. Mehr davon – 5:09
9. Liebesspieler – 2:47
10. Wort zum Sonntag – 4:18
11. Born To Lose – 3:21
12. Sascha … ein aufrechter Deutscher – 2:34
13. 1000 gute Gründe – 3:23
14. All die ganzen Jahre – 3:20
15. Liebeslied – 3:41
16. Opel-Gang – 1:55
17. Wir sind bereit – 2:01
18. Eisgekühlter Bommerlunder – 2:58
19. Hip Hop Bommi Bop – 4:15
20. Bis zum bitteren Ende – 3:09 (Live)

## Kommerzieller Erfolg

### Chartplatzierungen
| ChartsChartplatzierungen | Höchstplatzierung | Wochen |
| ------------------------ | ----------------- | ------ |
| Deutschland (GfK)        | 8 (73 Wo.)        | 73     |
| Österreich (Ö3)          | 12 (17 Wo.)       | 17     |
| Schweiz (IFPI)           | 5 (31 Wo.)        | 31     |

| ChartsJahrescharts (1994) | Platzierung |
| ------------------------- | ----------- |
| Deutschland (GfK)         | 16          |
| Schweiz (IFPI)            | 17          |

### Auszeichnungen für Musikverkäufe
Das Album wurde mit zwei Platin-Schallplatten ausgezeichnet und gehört zu den meistverkauften Alben in Deutschland.
| Land/Region        | Auszeichnungen für Musikverkäufe (Land/Region, Auszeichnung, Verkäufe) | Verkäufe  |
| ------------------ | ---------------------------------------------------------------------- | --------- |
| Deutschland (BVMI) | 2× Platin                                                              | 1.000.000 |
| Österreich (IFPI)  | Platin                                                                 | 50.000    |
| Schweiz (IFPI)     | Platin                                                                 | 50.000    |
| Insgesamt          | 4× Platin ·                                                            | 1.100.000 |

## Videoalbum
Parallel zum Album kam unter demselben Titel und mit demselben Cover eine Best-of-VHS-Kassette auf den Markt, mit einer Auswahl ihrer bis dato gedrehten Musikvideos:
1. Hier kommt Alex (Regie: Walter Knofel, 1988)
2. Kauf MICH ! (Regie: Hans Neleman, 1993)
3. Baby Baby (Regie: Walter Knofel, 1991)
4. Azzurro (Regie: Hanns Christian Müller, 1990)
5. Wünsch DIR was (Regie: Hans Neleman, 1993)
6. Carnival in Rio (Punk Was) (Regie: Markus Herold, 1991)
7. Alles aus Liebe (Regie: Hans Neleman, 1993)
8. 1000 gute Gründe (Regie: Walter Knofel, 1988)
9. All die ganzen Jahre (Regie: Walter Knofel, 1990)
10. Eisgekühlter Bommerlunder (Regie: Wolfgang Büld, 1983)

## Neuauflage 2007
Zum 25-jährigen Bestehen der Band wurde unter anderen Reich & sexy remastert. Zwei neue Begleithefte wurden erstellt, die zahlreiche Fotos aus den Anfangsjahren der Toten Hosen enthalten. Des Weiteren ist ein Gespräch der Band mit Jan Weiler abgedruckt, in dem Anekdoten aus der Gründungszeit preisgegeben werden. Als Zusatztitel ist eine Büttenrede von Patrick Orth, langjähriger Freund der Band und Geschäftsführer von JKP, beigefügt. In der vierminütigen Persiflage auf den Düsseldorfer Karneval nimmt der gebürtige Frankfurter in neuhessischem Regiolekt die einzelnen Bandmitglieder auf die Schippe. Jede Strophe endet mit dem Satz:
„Sein Leben des is’ wirklich schwer, denn er is’ armer Musiker.“